# شوراب عليا (مقاطعة دورة)
شوراب عليا (بالفارسية: شوراب علیا) هي مستوطنة تقع في Shurab Rural District في إيران. يقدر عدد سكانها بـ 149 نسمة .